# Ampeg

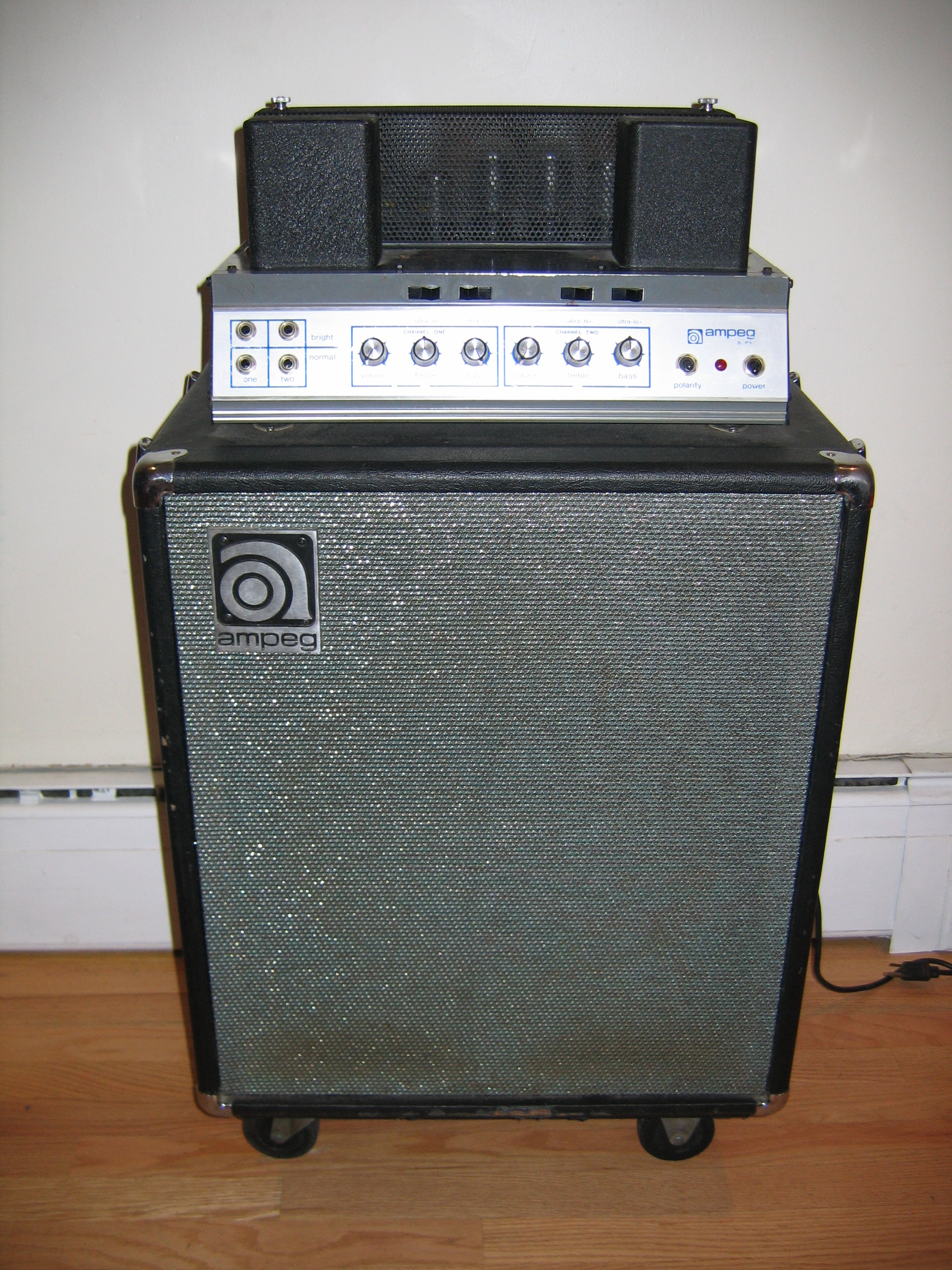
Wzmacniacz i kolumna głośnikowa Ampeg (wczesny model z początku lat 80)

Ampeg – amerykański producent wzmacniaczy do gitar basowych i elektrycznych z siedzibą w Woodinville w USA. Firma założona została pod nazwą Michael-Hull Electronic Labs w 1946 przez kontrabasistę Everetta Hulla. Produkowała wówczas opatentowany przez Hulla przetwornik. W 1949 przemianowana na The Ampeg Bassamp Company, rozszerzała asortyment na gitary basowe i wzmacniacze.